# Bremangerlandet
Bremangerlandet es una isla de Noruega, perteneciente al municipio de Bremanger, en el condado de Vestland. Se encuentra en el mar de Barents, y ocupa un área de 131 km² (kilómetros cuadrados). Su punto más alto es Hornelen, a 860 m s. n. m. (metros sobre el nivel del mar).
- Datos: Q3236750
- Multimedia: Bremangerlandet / Q3236750